# Allopeba
Allopeba är ett släkte av skalbaggar som ingår i familjen långhorningar.

## Arter
- Allopeba paranaensis (Napp & Reynaud, 1998)
- Allopeba quadripunctata (Lucas, 1859)
- Allopeba signaticornis (Lucas, 1857)